# Tovertweelings Topfopshop
De Tovertweelings Topfopshop (Engels: Weasley's Wizard Wheezes) is een winkel aan de Wegisweg in Londen, uit de Harry Potterboekenreeks van J.K. Rowling. De eigenaars van de winkel zijn Fred en George Wemel, de broers van Ron Wemel, die op zijn beurt weer de beste vriend is van Harry Potter.
Fred en George openden hun winkel in de zomer van 1996, aan de Wegisweg nummer 93. De winkel is groot, kleurrijk en vol met de meest merkwaardige producten, door Fred en George zelf bedacht en geproduceerd: fopartikelen, grappen, nuttige nieuwigheden (zoals Zelfspellende Veren) en artikelen voor Verweer Tegen de Zwarte Kunsten.

## De klandizie in de boeken
- Ginny Wemel - zij kocht er een Ukkepulk (en noemde het paarse pluizige beestje "Arnold")
- Draco Malfidus - hij kocht er Peruviaans Instant Duistergruis
- Ron Wemel - nam een hele doos artikelen mee uit de winkel onder de onzichtbaarheidsmantel (waar o.a. hangoren in zaten om gesprekken mee af te kunnen luisteren)
- Ministerie van Toverkunst - zij kochten er 500 Schildhoeden (bieden bescherming tegen de meeste toverspreuken behalve de Onvergeeflijke Vloeken)
- Harry Potter - hij mocht alles meenemen wat hij wilde aangezien hij Fred en George het startkapitaal had gegeven voor hun winkel.

## Ontstaan van de winkel
Het concept voor de Topfopshop werd door Fred en George Wemel bedacht en uitgewerkt. Zij begonnen de naam Tovertweelings Topfopshop al in Harry Potter en de Vuurbeker te gebruiken, toen ze hun spullen al aan de man brachten door middel van een eigen postorderbedrijfje. Het runnen van hun eigen winkel was hun leven lang al hun ambitie geweest. Ze konden hun droom uiteindelijk waarmaken toen Harry hun het geld gaf (1000 Galjoenen) dat hij had gewonnen met het Toverschool Toernooi.

## De winkel in de boeken
Aan het einde van Harry Potter en de Orde van de Feniks (boek) verlaten Fred en George Zweinsteins Hogeschool voor Hekserij en Hocus-Pocus en openen ze hun winkel. De tweeling heeft dan al een vaste klantenkring en de winkel loopt dan ook van meet af aan zeer goed. De fopartikelen worden door Dorothea Omber, de Hooginquisiteur van Zweinstein, en Argus Vilder, de conciërge die belast is met het straffen van leerlingen, niet gewaardeerd en de artikelen worden op Zweinstein dan ook verboden. Dit moedigt de tweeling alleen nog maar meer aan om nog bizarder grappen te bedenken en de leerlingen hun artikelen te laten kopen. De verboden en waarschuwingen van Vilder worden dan ook door vrijwel alle leerlingen aan de laars gelapt.
Nadat de tweeling moest onderduiken tijdens de Tweede Tovenaarsoorlog, zetten ze de winkel voort door middel van verkoopformulieren, vanuit het huis van hun tante Marga. Tante Marga wordt hier gek van, terwijl de relatie tussen de tweeling en hun tante al verslechterd was, nadat ze een mestbom hadden laten afgaan tijdens haar jaarlijkse komst tijdens kerst. Hierna was ze diep beledigd en kwam ze niet meer langs. Volgens Arthur Wemel, de vader van de tweeling, had ze hen uit haar testament geschrapt.

## Koopwaar

### Spijbelsmuldoos
De Spijbelsmuldoos bevat diverse artikelen die de gebruiker ziek maken. De gebruiker ondervindt diverse vreemde verschijnselen na het eten ervan: hij of zij valt flauw (zwijmzuurtje), krijgt plotseling hoge koorts (koortskrakeling), krijgt een enorme bloedneus (neusbloednoga) of moet onbedaarlijk overgeven (braakbabbelaar). De Smuldoos bevat echter ook de tegenmaatregel voor deze ziektes, zodat de gebruiker zich eerst in de klas ziek kan melden, en daarna "het hele lesuur leuke dingen kan doen" (aldus de tweelingbroers).

### Wemels Wonderbaarlijke Pyropakketten
Niet te stoppen vuurwerk. Bij iedere poging om het vuurwerk magisch te laten verdwijnen, vermenigvuldigt het zich tienvoudig. Wanneer twee typen elkaar raken, vormt zich nieuw vuurwerk. Verkrijgbaar in Boembox Voor Beginners (5 galjoenen) en Exploffers Deluxe (20 galjoenen).

### Andere artikelen
- Alarmisthoorn, wanneer je hem laat vallen, beweegt hij over de vloer terwijl hij een hard gillend geluid maakt. Perfecte afleidingsmethode.
- Kanarie Kano's, veranderen de eter tijdelijk in een kanarie. In Harry Potter en de Vuurbeker (boek) krijgt Marcel een Kanarie Kano aangeboden door Fred Wemel en George Wemel.
- Ton Tong Toffees, laten de tong van de eter heel snel groeien tot er een tegenspreuk op wordt uitgesproken. In Harry Potter en de Vuurbeker (boek) heeft de tweeling dit uitgeprobeerd op Dirk Duffeling.
- Eetbare Duistere Tekens, maken iedereen die het eet ziek.
- Hangoren, te gebruiken om stemmen aan het andere eind van het Hangoor te kunnen horen. Ze zijn vooral handig om te gebruiken om mensen achter gesloten deuren af te luisteren. Werkt niet bij deuren die voorzien zijn van een Fnuikspreuk.
- Hoofdloze Hoeden, maken het hoofd van de drager en de hoed zelf onzichtbaar waardoor iemand onthoofd lijkt.
- Verplaatsbaar Moeras, maakt een moeras op de gewenste plek.
- Ganzenveren, die bijvoorbeeld zichzelf kunnen vullen of de geschreven tekst op spelling controleren.
- Fopstokken, die in diverse onverwachte zaken veranderen wanneer je ermee zwaait, zoals een rubberen kip, of die de gebruiker herhaaldelijk op het hoofd slaan.
- Diverse liefdesdranken, zorgt ervoor dat degene die dit nuttigt een soort obsessie krijgt voor een korte tijd op een bepaald persoon. In het zesde boek at Ron bonbons gevuld met een liefdesdrank van Regina Valster, die waren bedoeld voor Harry Potter.
- Gepatenteerde Zwijmelbezweringen, bezweringen waarmee je opgaat in een half uur durende, uiterst realistische dagdroom.
- Gegarandeerd Supersnelle Pukkelpoetser, zalfje tegen alle soorten puisten, mee-eters, steenpuisten etc.
- Ukkepulken, kleine pluizige beestjes (ze lijken op pulkeriken en zijn volgens Fred moeilijk te fokken).
- Schildhoeden, hoeden die voorzien zijn van een schildspreuk (nadat het Ministerie er 500 besteld had zijn er ook schildmantels en schildhandschoenen op de markt gebracht).
- Instant Duistergruis, dit product is handig om te ontsnappen omdat als je het op de grond gooit het direct een complete duisternis oplevert. Het wordt ingevoerd vanuit Peru en wordt ook wel "Peruviaans Duistergruis" genoemd.

## Na de boeken
In het zevende boek, tijdens de Slag om Zweinstein, sterft Fred Wemel, een van de twee eigenaren. George komt zijn dood nooit te boven, hij noemt zijn eerste kind naar zijn gestorven broer. Ron Wemel, een broer van Fred Wemel, gaat na de boeken in de winkel werken.